# Bundesstraße 14
La Bundesstraße 14 (letteralmente "strada federale 14") è una strada federale tedesca.
Essa ha origine a Stockach, nei pressi del Lago di Costanza, e si dirige verso nord-est toccando Stoccarda, Schwäbisch Hall e Norimberga. Termina al confine ceco presso Waidhaus.